# Приштинський округ
Приштинський округ (алб. Rajoni i Prishtinës; серб. Приштински округ) — один з семи округів Республіки Косово (згідно з адміністративним поділом UNMIK) з центром у місті Гнілане.
За адміністративним поділом Сербії приблизно відповідає північній частині Косовського округу, з додаванням громади Ново-Брдо.
Населення — 477 302 особи (за даними перепису 2011 року). Албанці — 94,5 %, серби — 2,5 %, цигани — 2 %, турки — 0,5 %, босняки — 0,1 %.

## Міста
- Глоговац
- Косово Поле
- Липляни
- Обилич
- Подуєво
- Приштина
- Ново-Брдо (сербський анклав)
- Грачаниця (сербський анклав)

## Общини
- Глоговац (община)
- Косово Поле (община)
- Липляни
- Обіліч (община)
- Подуєво (община)
- Приштина (община)
- Ново-Брдо (община) (сербський анклав)
- Грачаниця (община) (сербський анклав)

## Населення

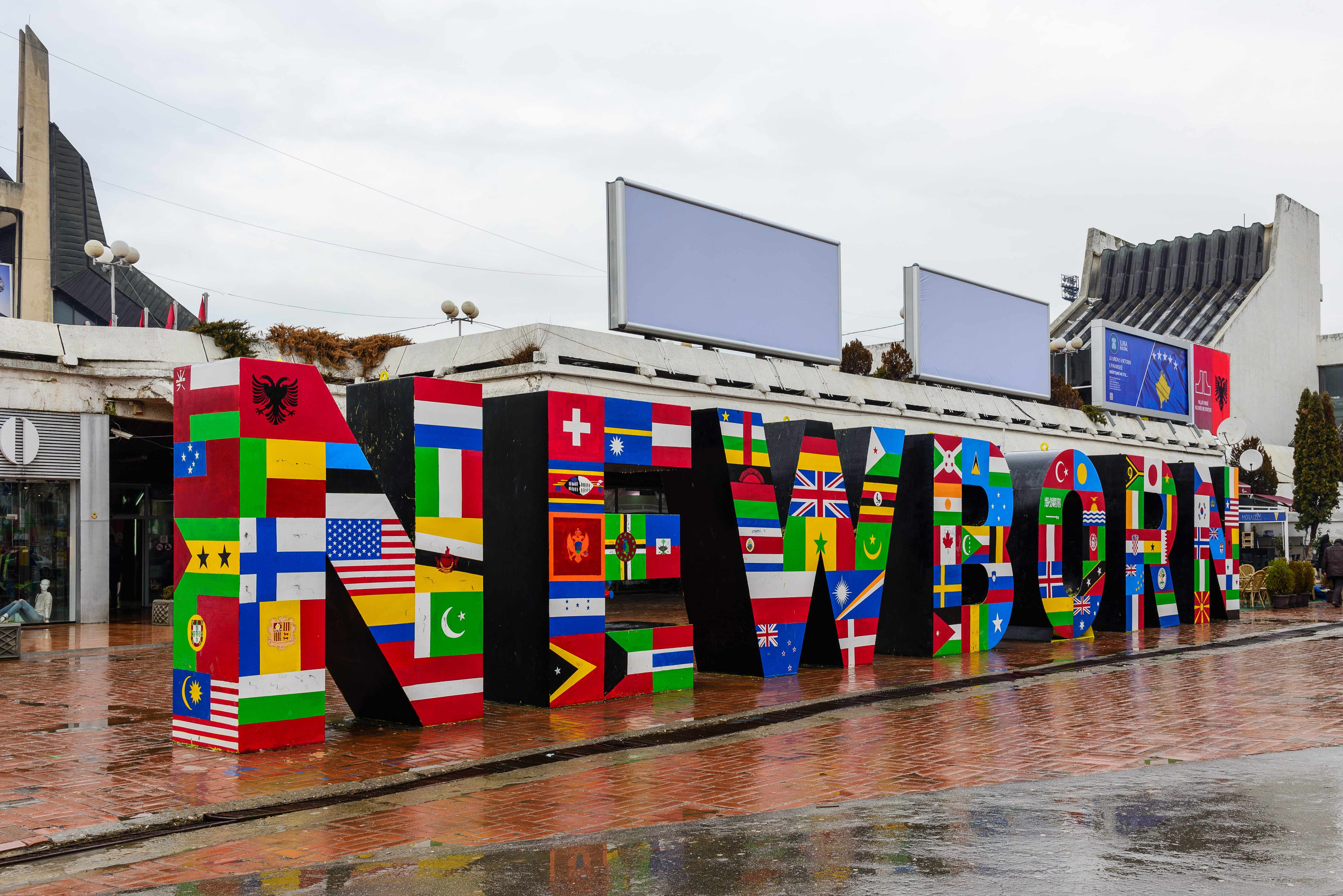
Приштина

| 1948   | 1953   | 1961   | 1971   | 1981   | 1991   | 2011   |
| ------ | ------ | ------ | ------ | ------ | ------ | ------ |
| 159610 | 180160 | 221224 | 297409 | 390240 | 494677 | 477312 |

|  |